# Ugu
Ugu är en ort i Indien.   Den ligger i distriktet Unnao och delstaten Uttar Pradesh, i den centrala delen av landet, 400 km sydost om huvudstaden New Delhi. Ugu ligger 134 meter över havet och antalet invånare är 6 518.
Terrängen runt Ugu är mycket platt. Runt Ugu är det tätbefolkat, med 683 invånare per kvadratkilometer. Närmaste större samhälle är Safīpur, 6,9 km söder om Ugu. Trakten runt Ugu består till största delen av jordbruksmark.